# En Trussel fra Mørket
En Trussel fra Mørket er en amerikansk stumfilm fra 1916 af Joe De Grasse.

## Medvirkende
- Dorothy Phillips som Helen Urmy.
- Vola Vale som Aline Urmy.
- Jack Mulhall som Ralph Kelton.
- Lon Chaney som Edmond Stafford.
- Frank Whitson som Oliver Urmy.